# Orogenèse acadienne

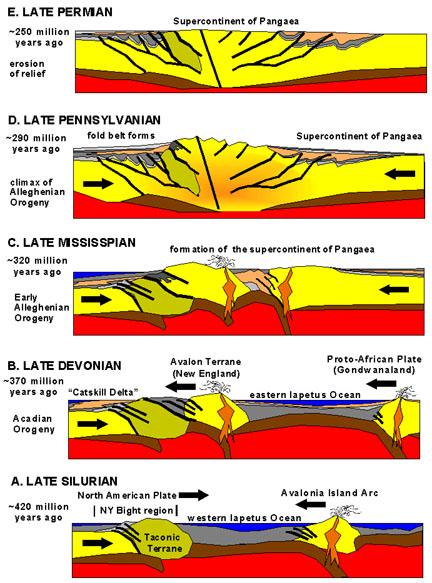
Les Appalaches, le résultat de trois orogenèses.

L'orogenèse acadienne est une orogenèse du milieu du Paléozoïque, qui forma en particulier une partie des Appalaches entre l'État de New-York et Terre-Neuve. L'orogenèse acadienne ne devrait pas être regardée comme un seul évènement tectonique, mais comme une ère orogénique. Elle s'est produite sur une période de 50 millions d'années entre il y a 375 à 325 millions d'années. En Gaspésie, elle s'est produite principalement au Dévonien, mais des déformations plutoniques et métamorphiques se sont produites au début du Carbonifère.
L'orogenèse acadienne est contemporaine de l'orogénèse hercynienne en Europe et de l'orogenèse d'Antler dans le Grand Bassin.